# U-341
Unterseeboot 341 foi um submarino alemão do Tipo VIIC, pertencente a Kriegsmarine que atuou durante a Segunda Guerra Mundial.

## Comandantes
| Comandante         | Data                                            |
| ------------------ | ----------------------------------------------- |
| Oblt. Dietrich Epp | 28 de novembro de 1942 - 19 de setembro de 1943 |

## Subordinação
Durante o seu tempo de serviço, esteve subordinado às seguintes flotilhas:
| Período                                     | Flotilha                                  |
| ------------------------------------------- | ----------------------------------------- |
| 28 de novembro de 1942 - 31 de maio de 1943 | 8. Unterseebootsflottille (treinamento)   |
| 1 de junho de 1943 - 19 de setembro de 1943 | 3. Unterseebootsflottille (serviço ativo) |

## Operações conjuntas de ataque
O U-341 participou das seguinte operações de ataque combinado durante a sua carreira:
- Rudeltaktik Leuthen (15 de setembro de 1943 - 19 de setembro de 1943)